# Fontaine-Bellenger

Fontaine-Bellenger este o comună în departamentul Eure, Franța. În 1 ianuarie 2022 avea o populație de 1.089 de locuitori.